# Wessex Main Line
Wessex Mailn Line – linia kolejowa w Anglii z Bristolu do Southampton. Przebiega przez hrabstwa Somerset, Wiltshire i Hampshire. Linia nie jest zelektryfikowana, rozstaw torów na całej długości wynosi 1435 mm. Głównym przewoźnikiem na linii jest First Great Western
, południową część linii obsługuje również South West Trains.
Do stacji Bath Spa jest tożsama z linią Great Western Main Line z Bristolu do Londynu Paddington. W Westbury krzyżuje się z linią Heart of Wessex, a w Salisbury z linią West of England Main Line.

## Stacje na linii

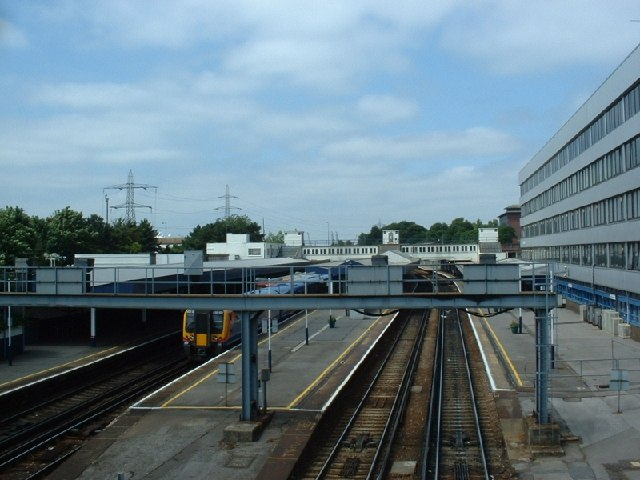
Southampton Central - stacja końcowa dla linii

Tłustym drukiem zaznaczono stacje węzłowe.
- Bristol Temple Meads
- Keynsham
- Oldfield Park
- Bath Spa – połączenie z Great Western Main Line
- Freshford
- Avoncliff
- Bradford-on-Avon
- Trowbridge
- Westbury – połączenie z linią Reading - Plymouth i Heart of Wessex
- Dilton Marsh
- Warminster
- Salisbury – połączenie z West of England Main Line
- Dean
- Mottisfont and Dunbridge
- Romsey – połączenie z linią Eastleigh - Romsey(inne języki)
- Redbridge – połączenie z linią South Western Main Line

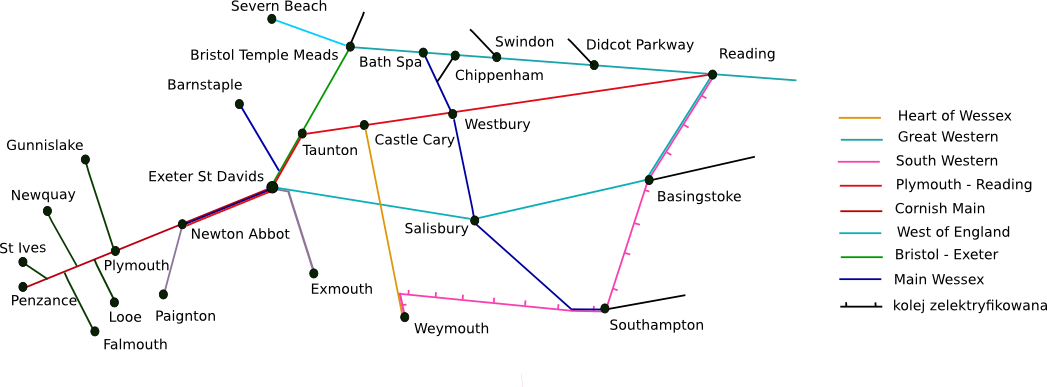
Mapa linii kolejowych w południowej Anglii

- Milbrook
- Southampton Central